# (36062) 1999 RB47
1999 RB47 (asteroide 36062) é um asteroide da cintura principal. Possui uma excentricidade de 0.18306920 e uma inclinação de 5.58964º.
Este asteroide foi descoberto no dia 7 de setembro de 1999 por LINEAR em Socorro.